# Finke
Finke – okresowa rzeka w Australii o długości 600–750 km.
Rzeka Finke wypływa z Gór Macdonnella, Glen Helen Gorge, a spływa do jeziora Eyre. Wiek rzeki szacuje się na 100 – 340 milionów lat.
W górnym biegu rzeka płynie głęboką, wąską doliną Palm Valley, w parku narodowym Finke Gorge.